# プロホロフカ
プロホロフカ（ロシア語: Про́хоровка, ラテン文字転写: Prokhorovka）は、ロシアのベルゴロド州にある都市型集落（町）。人口は9,790人（2021年）。ドニエプル川の支流プショル川に沿った町で、州都ベルゴロドの56 km北方、クルスク市の80 km南西にある。
プロホロフカは1943年7月12日、第二次世界大戦の東部戦線（独ソ戦、大祖国戦争）において、ドイツ国防軍第4装甲軍とソビエト赤軍第5親衛装甲軍との間で「プロホロフカの戦い」が起こった地でもある。この戦いはクルスクの戦いの一部で、戦車同士による激しい戦闘が行われた。

## 画像

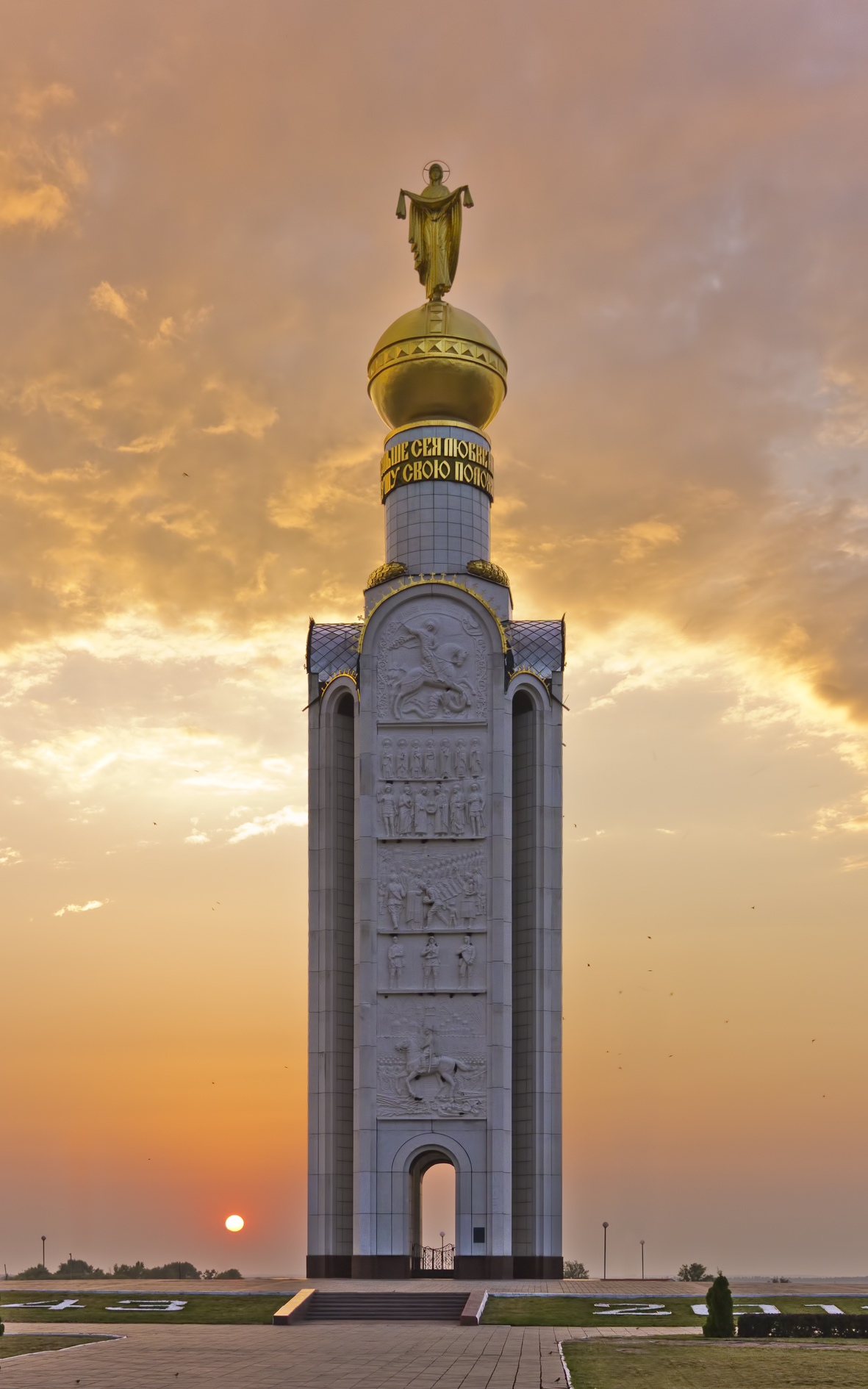
プロホロフカの野戦での赤軍勝利を記念する鐘楼
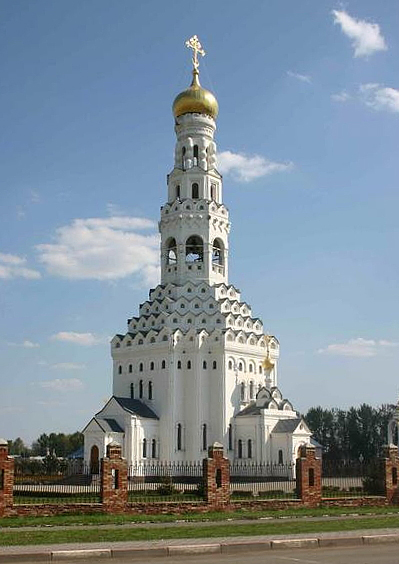
プロホロフカに建てられた、赤軍の戦没者の栄光を記念する聖堂
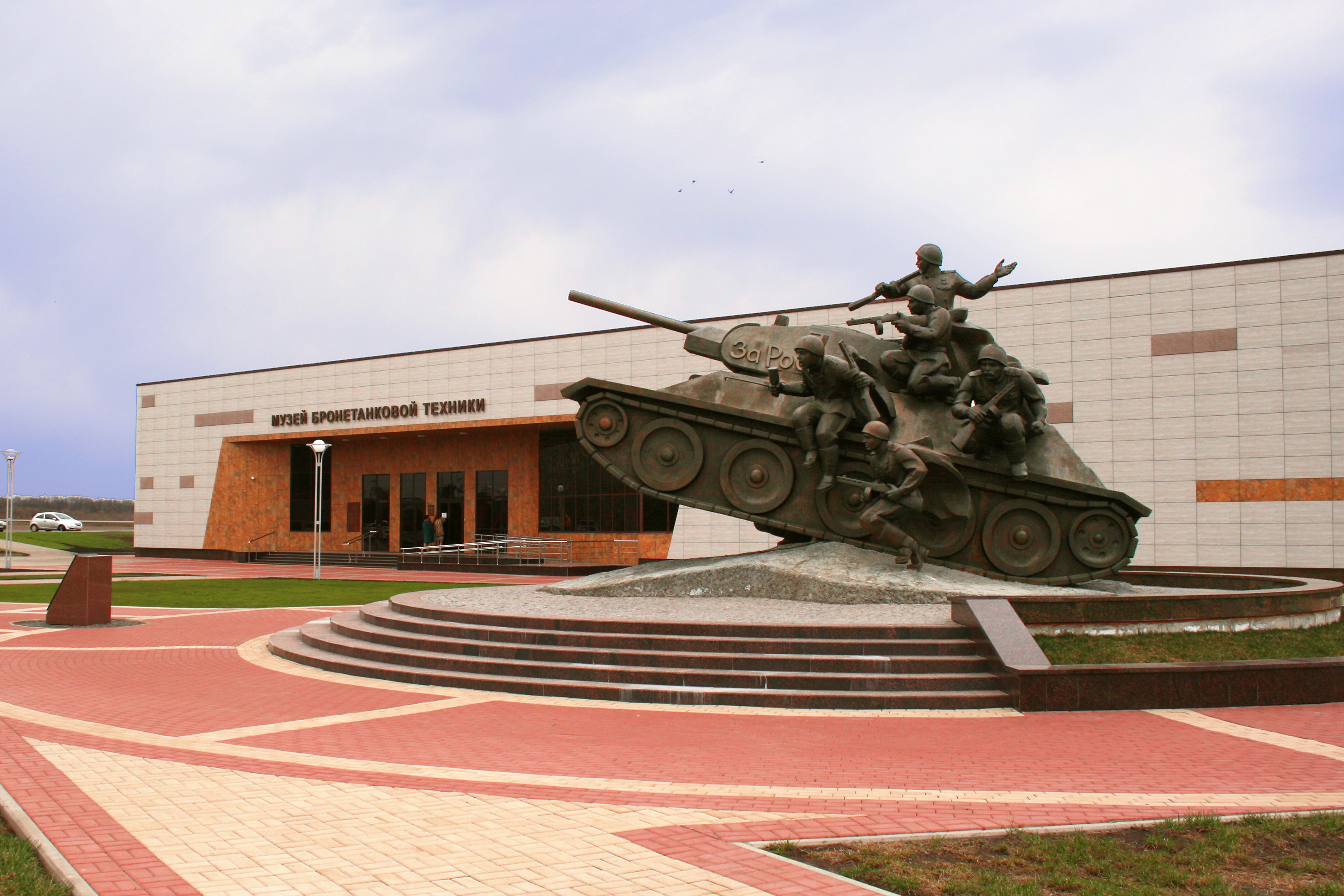
博物館
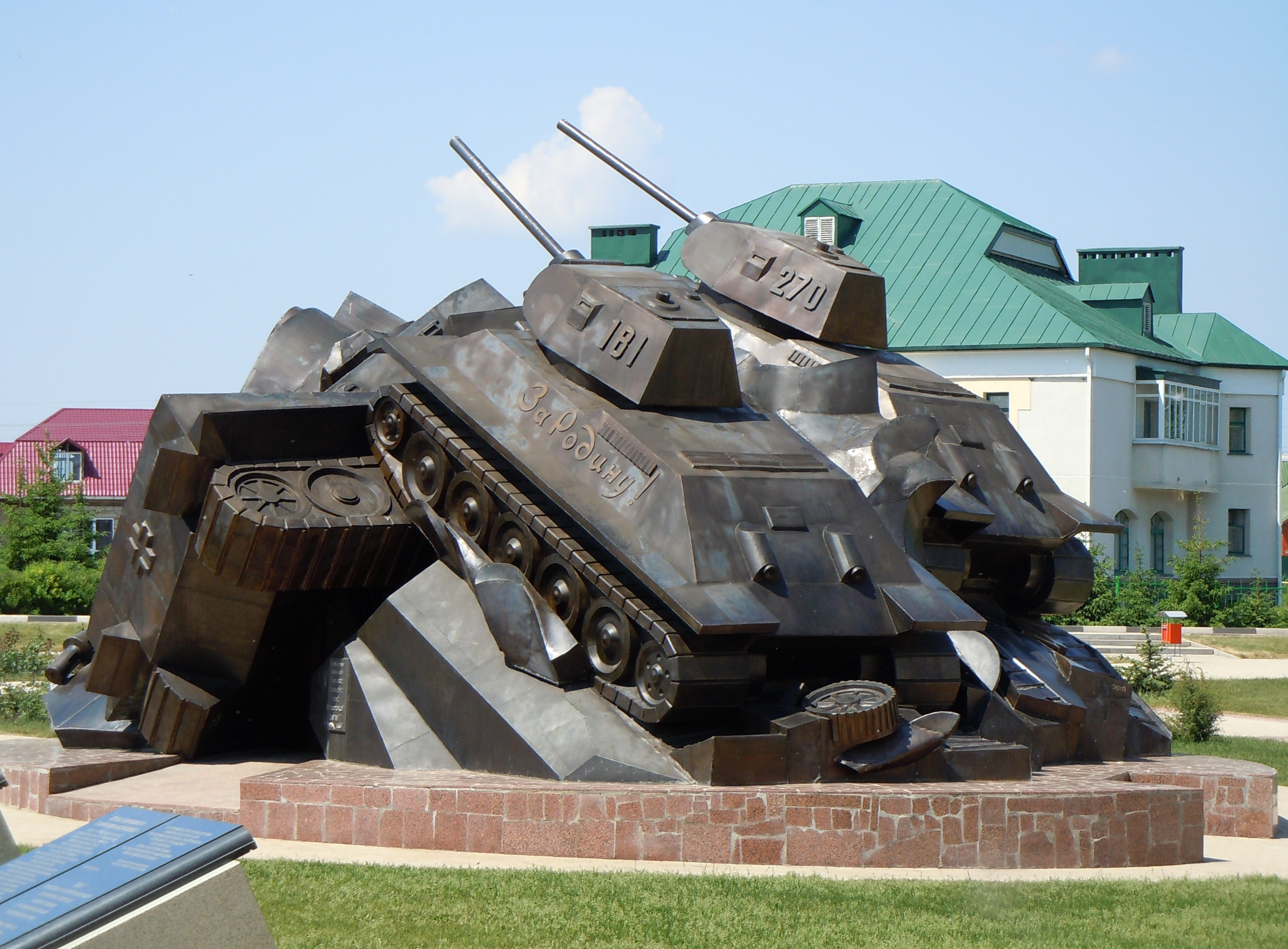
戦車戦を模した記念碑